# 약소국

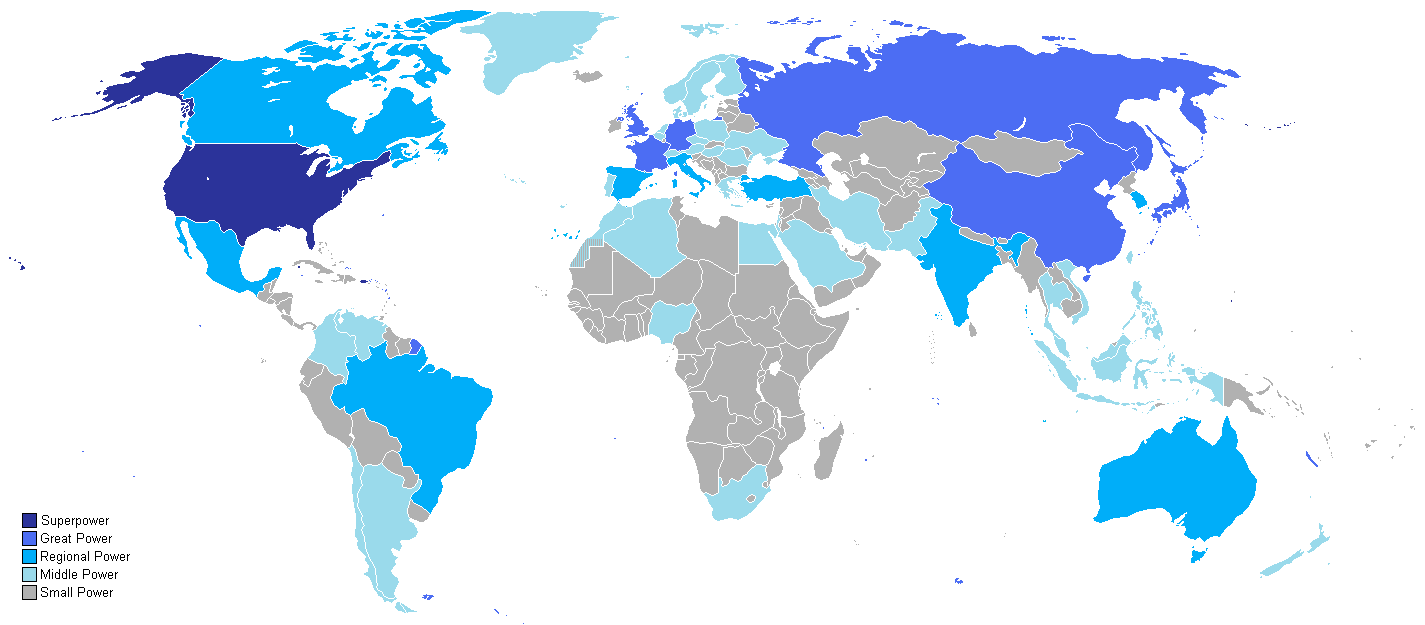
회색으로 표시된 곳이 약소국이다. 다만 사진에 일부 실수가 있다.

약소국은 국제적 영향력이 매우 작은 나라이다.
국제 체제는 대부분 약소국으로 이루어진다. 국제체제의 약소국은 결코 강대국의 영향력과 동등하거나 능가할 수 없지만, 그럼에도 불구하고 그들은 다른 국가들과 함께 국제체제의 운영에 영향을 미칠 수 있다. 소강과 강대국의 분열을 공식화한 것은 1814년 쇼몽 조약의 체결로 이루어졌다. 그 전에는 모든 독립국가가 실제 힘과 책임에 관계없이 이론적으로 동일하다는 가정이 있었다. 20세기 후반부터 양극화 세력권은 소규모 배우들의 기동 전략 공간을 축소했다.
2017년 검토결과에 따르면 학자들이 동의할 수 있는 것은 작은 국가들이 영향력 있는 길과 강대국을 억제하는 수단으로 다국주의를 일반적으로 선호한다는 것이다. 영향력 있는 소국들에 대한 연구는 그들이 총체적인 구조적 힘의 부족을 보충하기 위해 이슈별 힘을 개발할 수 있다는 것을 보여준다. 그러므로 약소국들은 그들에게 가장 중요한 몇 가지 이슈에서 크기에 비례하여 불균형한 권력을 개발할 수 있다. 우선 순위 결정 외에도, 작은 주들은 연합 구축과 이미지 구축 전략을 성공적으로 채택하고 있다. 약소국들이 강대국들의 자원은 부족하지만 비공식성과 유연성, 외교관들의 자율성이 협상과 제도적 환경 안에서 유리하다는 것을 입증할 수 있다고 말했다.
다만 네덜란드(중견국으로도 분류됨.]], 덴마크, 싱가포르 등은 강소국으로 분류되어 약소국이 아니다.

## 약소국 목록
- 가나
- 가봉
- 가이아나
- 감비아
- 과테말라
- 그레나다
- 기니
- 기니비사우
- 나미비아
- 나우루
- 남수단
- 네팔
- 니제르
- 니카라과
- 도미니카 공화국
- 도미니카 연방
- 동티모르
- 라오스
- 라이베리아
- 라트비아
- 레바논
- 레소토
- 룩셈부르크
- 르완다
- 리비아
- 리투아니아
- 리히텐슈타인
- 마다가스카르
- 마셜 제도
- 말라위
- 말리
- 모나코
- 모리셔스
- 모리타니
- 모잠비크
- 몬테네그로
- 몰도바
- 몰디브
- 몰타
- 몽골
- 미얀마
- 미크로네시아 연방
- 바누아투
- 바레인
- 바베이도스
- 바티칸 시국
- 바하마
- 방글라데시
- 베냉
- 벨라루스
- 벨리즈
- 보스니아 헤르체고비나
- 보츠와나
- 볼리비아
- 부룬디
- 부르키나파소
- 부탄
- 북마케도니아
- 불가리아
- 브루나이
- 사모아
- 산마리노
- 상투메 프린시페
- 세네갈
- 세르비아
- 세이셸
- 세인트루시아
- 세인트빈센트 그레나딘
- 세인트키츠 네비스
- 소말리아
- 솔로몬 제도
- 수단
- 수리남
- 스리랑카
- 슬로바키아
- 슬로베니아
- 시리아
- 시에라리온
- 아르메니아
- 아이슬란드
- 아이티
- 아일랜드
- 아제르바이잔
- 아프가니스탄
- 안도라
- 알바니아
- 앙골라
- 앤티가 바부다
- 에리트레아
- 에스와티니
- 에스토니아
- 에콰도르
- 에티오피아
- 엘살바도르
- 예멘
- 오만
- 온두라스
- 요르단
- 우간다
- 우루과이
- 우즈베키스탄
- 이라크
- 자메이카
- 잠비아
- 적도 기니
- 조선민주주의인민공화국
- 조지아
- 중앙아프리카 공화국
- 지부티
- 짐바브웨
- 차드
- 카메룬
- 카보베르데
- 카자흐스탄
- 카타르
- 캄보디아
- 케냐
- 코모로
- 코소보
- 코스타리카
- 코트디부아르
- 콩고 공화국
- 콩고 민주 공화국
- 쿠바
- 쿠웨이트
- 크로아티아
- 키르기스스탄
- 키리바시
- 키프로스
- 타지키스탄
- 탄자니아
- 토고
- 통가
- 투르크메니스탄
- 투발루
- 튀니지
- 트리니다드 토바고
- 파나마
- 파라과이
- 파푸아뉴기니
- 팔라우
- 팔레스타인
- 페루
- 피지

## 같이 보기
- 초강대국
- 강대국
- 지역 강국
- 미들 파워